# Åse Åsenlund
Åse Åsenlund, född 18 juni 1962, är en svensk TV-programledare och tidigare väderpresentatör (1993–2000).
Åse Åsenlund har bland annat lett Stora Famnen på TV4 tillsammans med Renée Nyberg och Kristin Kaspersen. I augusti 2010 meddelades att hon lämnar TV4 för nya projekt (enligt TV4 nyhetsmorgon 29 augusti 2010). I dag (juni 2017) är hon producent för Strix Television.

### Fotnoter
1. ↑  Jenny Harrysson (7 juni 2017). ”TV4-hallåorna som bytte liv” (på svenska). Expressen. https://www.expressen.se/noje/tv4-hallaorna-som-bytte-liv/. Läst 5 december 2019.